# Kubok SSSR 1973
La Kubok SSSR 1973 fu la 32ª edizione del trofeo. Vide la vittoria finale dell'Ararat, giunta al suo primo titolo.

## Formula
Come nella stagione precedente la coppa fu organizzata su sei turni, tutti con partite di andata e ritorno, tranne la finale che, come da tradizione, fu giocata allo Stadio Centrale Lenin.
Al torneo parteciparono le 20 formazioni di Pervaja Liga 1973 e le 16 formazioni di Vysšaja Liga 1973: le prime entrarono in gioco in parte (8 squadre) nel primo turno, in parte (le restanti 12) nel secondo turno; le seconde partirono direttamente dal secondo turno.
Nelle gare di ritorno, al termine dei tempi regolamentari in caso di parità venivano disputati i supplementari; in caso di ulteriore parità si procedeva a battere i tiri di rigore; valeva in ogni caso la regola dei gol fuori casa.

## Primo turno
Le gare di andata furono disputate il 4 marzo 1973, quelle di ritorno il 10 marzo 1973.
| Squadra 1                | Totale | Squadra 2           | Andata | Ritorno |
| ------------------------ | ------ | ------------------- | ------ | ------- |
| Spartak Ivano-Frankivs'k | 2 - 4  | Tekstilščik Ivanovo | 2 - 3  | 0 - 1   |
| Kuzbass Kemerovo         | 1 - 2  | Metalist            | 0 - 0  | 1 - 2   |
| Metalurh Zaporižžja      | 4 - 0  | Stroitel' Aşgabat   | 3 - 0  | 1 - 0   |
| Metallurg Lipeck         | 1 - 3  | Spartak Nal'čik     | 1 - 1  | 0 - 2   |

## Secondo turno
Le gare di andata furono disputate tra il 14 marzo e il 1º aprile 1973, quelle di ritorno tra il 1° e il 15 aprile 1973.
| Squadra 1           | Totale      | Squadra 2                | Andata | Ritorno     |
| ------------------- | ----------- | ------------------------ | ------ | ----------- |
| Dinamo Minsk        | 1 - 0       | Zvezda Perm'             | 1 - 0  | 0 - 0       |
| Zenit Leningrado    | 3 - 1       | Spartak Nal'čik          | 1 - 0  | 2 - 0       |
| Čornomorec'         | 4 - 2       | SKA Rostov               | 2 - 0  | 2 - 2       |
| Tekstilščik Ivanovo | 0 - 1       | Paxtakor                 | 0 - 0  | 0 - 1       |
| Spartak Mosca       | 2 - 1       | Nistru Kišinëv           | 0 - 0  | 2 - 1       |
| Karpaty             | 1 - 1 (gfc) | Neftçi Baku              | 1 - 1  | 0 - 0       |
| Dnepr               | 2 - 1       | Lokomotiv Mosca          | 1 - 1  | 1 - 0       |
| CSKA Pamir          | 1 - 3       | Qairat                   | 0 - 2  | 1 - 1       |
| T'orp'edo Kutaisi   | 1 - 5       | CSKA Mosca               | 1 - 2  | 0 - 3       |
| Ararat              | 2 - 0       | Alga Frunze              | 1 - 0  | 1 - 0       |
| Zorja               | 3 - 2       | Spartak Ordžonikidze     | 2 - 1  | 1 - 0       |
| Dinamo Tbilisi      | 2 - 0       | Kryl'ja Sovetov Kujbyšev | 2 - 0  | 0 - 0       |
| Metalist            | 0 - 6       | Dinamo Kiev              | 0 - 3  | 0 - 3       |
| Šinnik              | 0 - 2       | Dinamo Mosca             | 0 - 0  | 0 - 2 (dts) |
| Šachtar             | 4 - 3       | Metalurh Zaporižžja      | 2 - 0  | 2 - 3       |
| Shahter Qaraǵandy   | 1 - 1 (gfc) | Torpedo Mosca            | 1 - 1  | 0 - 0       |

## Ottavi di finale
Le gare di andata furono disputate tra il 31 maggio e il 6 giugno 1973, quelle di ritorno tra il 22 e il 27 giugno 1973.
| Squadra 1         | Totale          | Squadra 2      | Andata | Ritorno     |
| ----------------- | --------------- | -------------- | ------ | ----------- |
| Shahter Qaraǵandy | 1 - 5           | Čornomorec'    | 0 - 2  | 1 - 3       |
| CSKA Mosca        | 4 - 2           | Paxtakor       | 3 - 1  | 1 - 1       |
| Dinamo Minsk      | 2 - 3           | Dnepr          | 2 - 0  | 0 - 3 (dts) |
| Zorja             | 2 - 1           | Šachtar        | 2 - 0  | 0 - 1       |
| Spartak Mosca     | 3 - 2           | Dinamo Tbilisi | 2 - 1  | 1 - 1       |
| Zenit Leningrado  | 2 - 2 (3-5 dcr) | Dinamo Mosca   | 1 - 1  | 1 - 1 (dts) |
| Neftçi Baku       | 1 - 4           | Ararat         | 0 - 1  | 1 - 3       |
| Qairat            | 2 - 3           | Dinamo Kiev    | 1 - 1  | 1 - 2       |

## Quarti di finale
Le gare di andata furono disputate il 15 giugno 1973, quelle di ritorno il 21 giugno 1973.
| Squadra 1    | Totale | Squadra 2     | Andata | Ritorno |
| ------------ | ------ | ------------- | ------ | ------- |
| Dnepr        | 2 - 1  | Spartak Mosca | 0 - 0  | 2 - 1   |
| Ararat       | 2 - 1  | Zorja         | 2 - 0  | 0 - 1   |
| Dinamo Mosca | 6 - 2  | Čornomorec'   | 3 - 0  | 3 - 2   |
| CSKA Mosca   | 0 - 5  | Dinamo Kiev   | 0 - 2  | 0 - 3   |

## Semifinali
Le gare di andata furono disputate tra il 1° e il 16 agosto 1973, quelle di ritorno tra il 15 agosto e il 12 settembre 1973.
| Squadra 1   | Totale          | Squadra 2    | Andata | Ritorno     |
| ----------- | --------------- | ------------ | ------ | ----------- |
| Dnepr       | 0 - 2           | Ararat       | 0 - 1  | 0 - 1       |
| Dinamo Kiev | 2 - 2 (6-5 dcr) | Dinamo Mosca | 1 - 1  | 1 - 1 (dts) |

## Finale
| Mosca 10 ottobre 1973, ore ?:?                                         | Ararat    | 2 – 1 (d.t.s.) referto | Dinamo Kiev | Stadio Centrale Lenin (60000 spett.) |
| \| \| \| \| \| Ištoyan 89’, 103’ \| Marcatori \| 61’ (rig.) Kolotov \| |           |                        |             |                                      |
|                                                                        |           |                        |             |                                      |
| Ištoyan 89’, 103’                                                      | Marcatori | 61’ (rig.) Kolotov     |             |                                      |